# Притчи Иисуса Христа

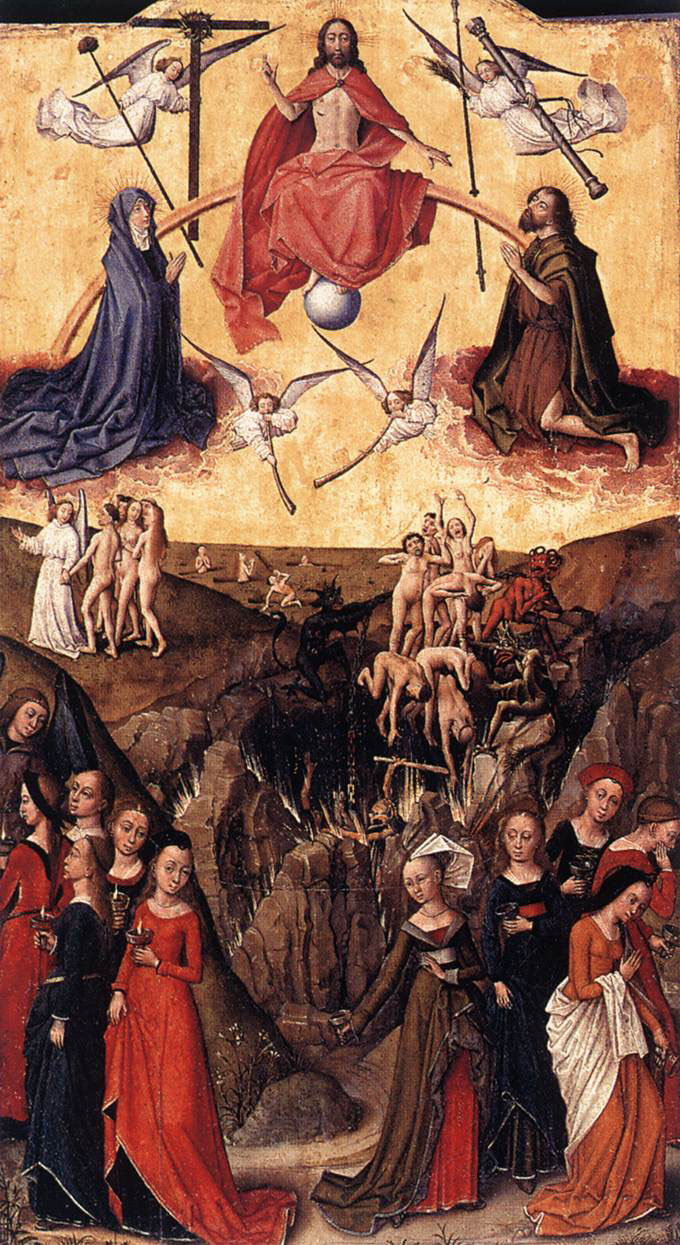
Страшный суд и притча о десяти девах
(неизвестный фламандский художник, середина XV века)

Притчи Иисуса Христа — изложенные в Евангелиях назидательные истории, рассказанные Иисусом Христом. Большинство притч содержится в синоптических Евангелиях, в то время как в Евангелие от Иоанна вошла только одна — Притча о добром Пастыре.

## Причина использования
Причина, по которой Иисус выбрал иносказательную форму для своей проповеди, указана, в частности, в Евангелии от Матфея:

И, приступив, ученики сказали Ему: для чего притчами говоришь им? Он сказал им в ответ: для того, что вам дано знать тайны Царствия Небесного, а им не дано, ибо кто имеет, тому дано будет и приумножится, а кто не имеет, у того отнимется и то, что имеет; потому говорю им притчами, что они видя не видят, и слыша не слышат, и не разумеют
— Мф. 13:10—13
Иоанн Златоуст считал, что Иисус использовал притчи, «чтобы сделать слова Свои более выразительными, облечь истину в живой образ, глубже запечатлеть её в памяти и как бы представить глазам».
Феофилакт Болгарский объяснял использование Иисусом иносказательной формы тем, чтобы лишь «ищущие» способны были понять суть произносимого, от остальных же она нарочно была сокрыта, «дабы знание должного не послужило к большему их осуждению, когда они не исполняют сего должного».

## Сюжеты
Притчи Иисуса Христа отличаются простотой в подборе сюжетов, видя засеянное поле, он рассказывает притчу о сеятеле, зная, что его ученики по большей части рыболовы, он рассказывает им притчу о рыбной ловле. Таким образом, сюжеты притч заимствованы из окружающей действительности, понятной слушателям. Александр Мень отмечал:

Притчи невольно захватывают слушателя и читателя, заставляют их включаться в переживания действующих лиц. Лаконичная и яркая образность притч, их поэтическая структура и изобразительные средства (гиперболы, метафоры, контрасты, неожиданные концовки) помогали их быстрому запоминанию наизусть.

## Перечень притч

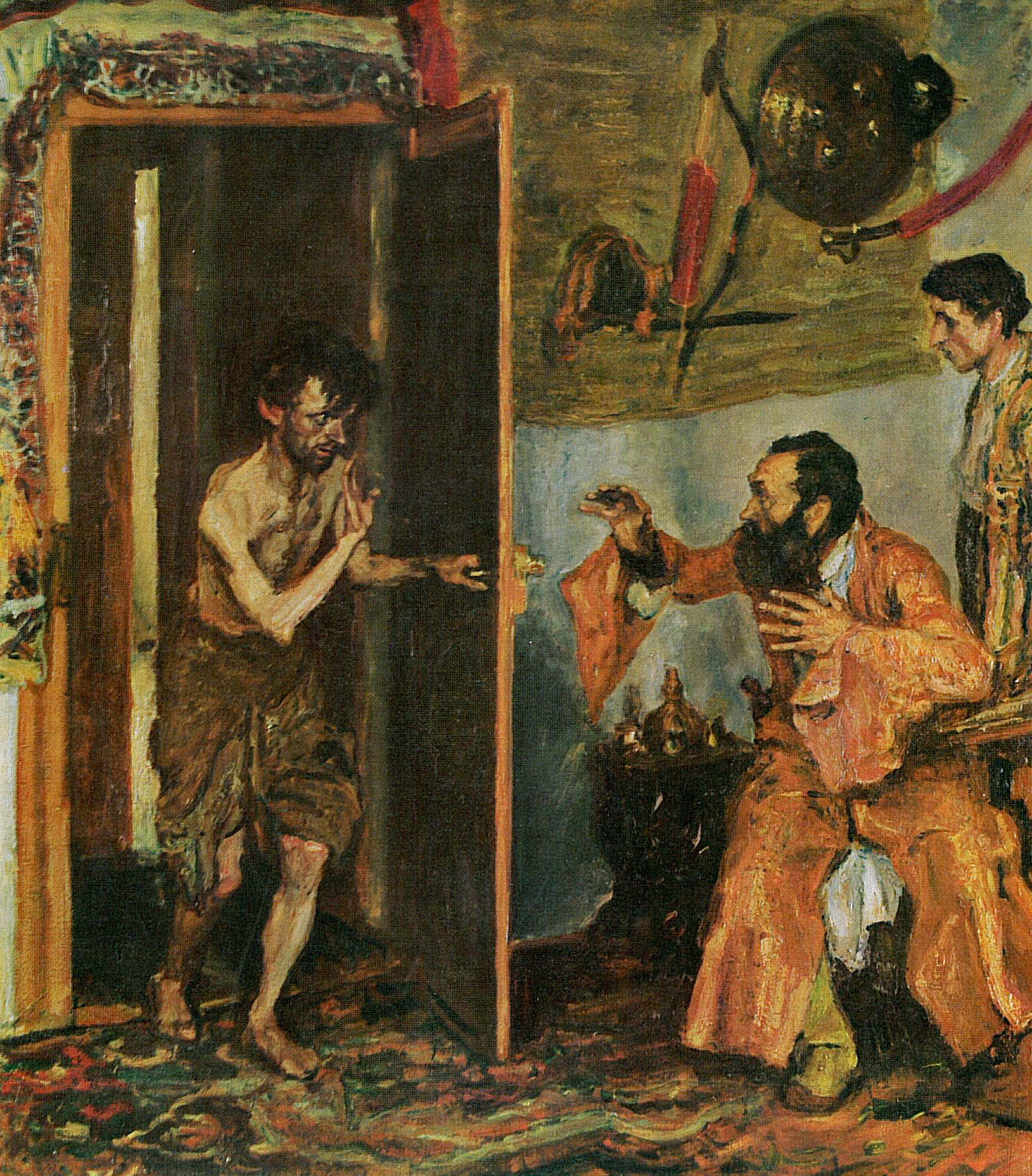
Притча о блудном сыне

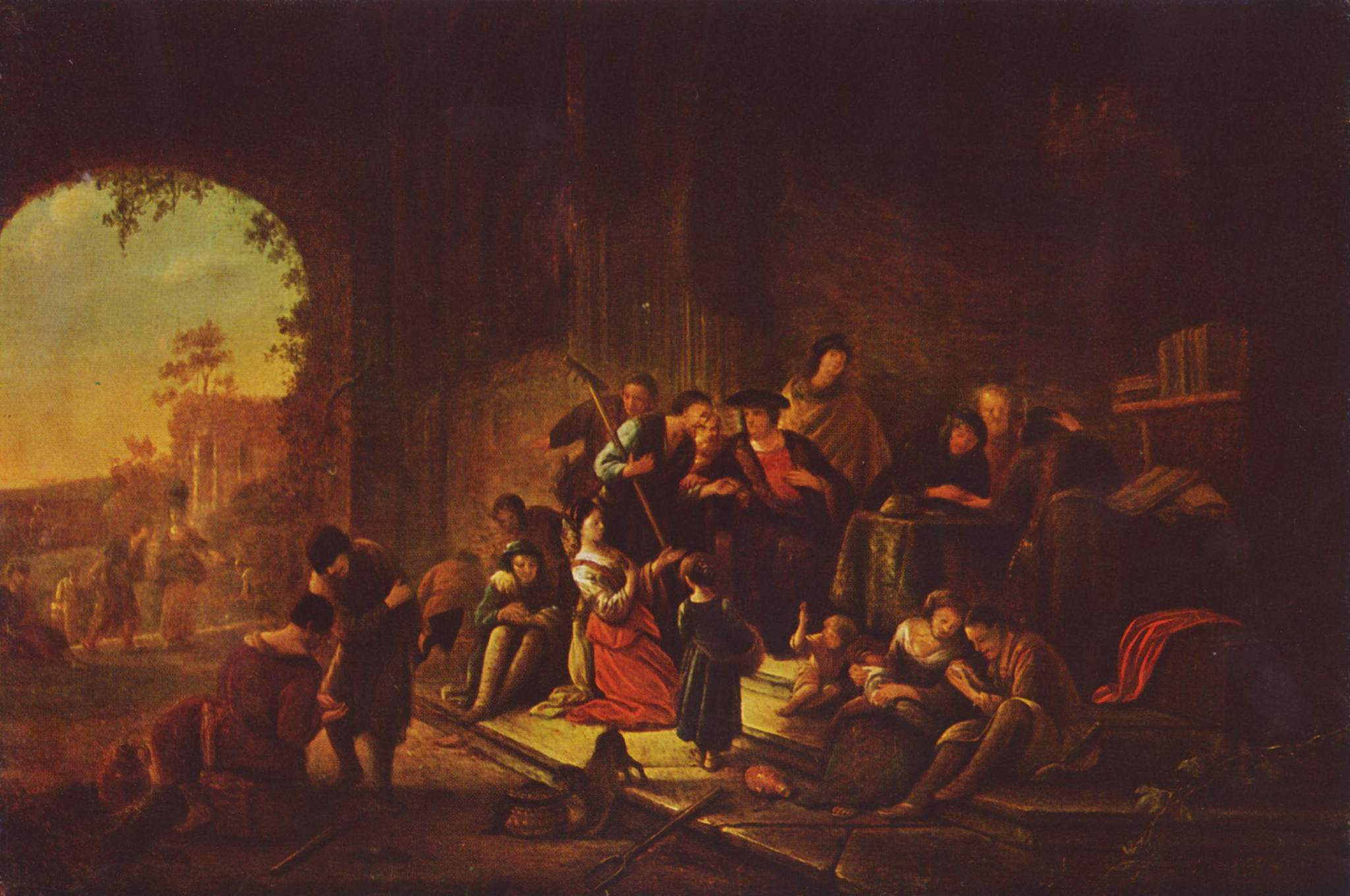
Притча о работниках в винограднике

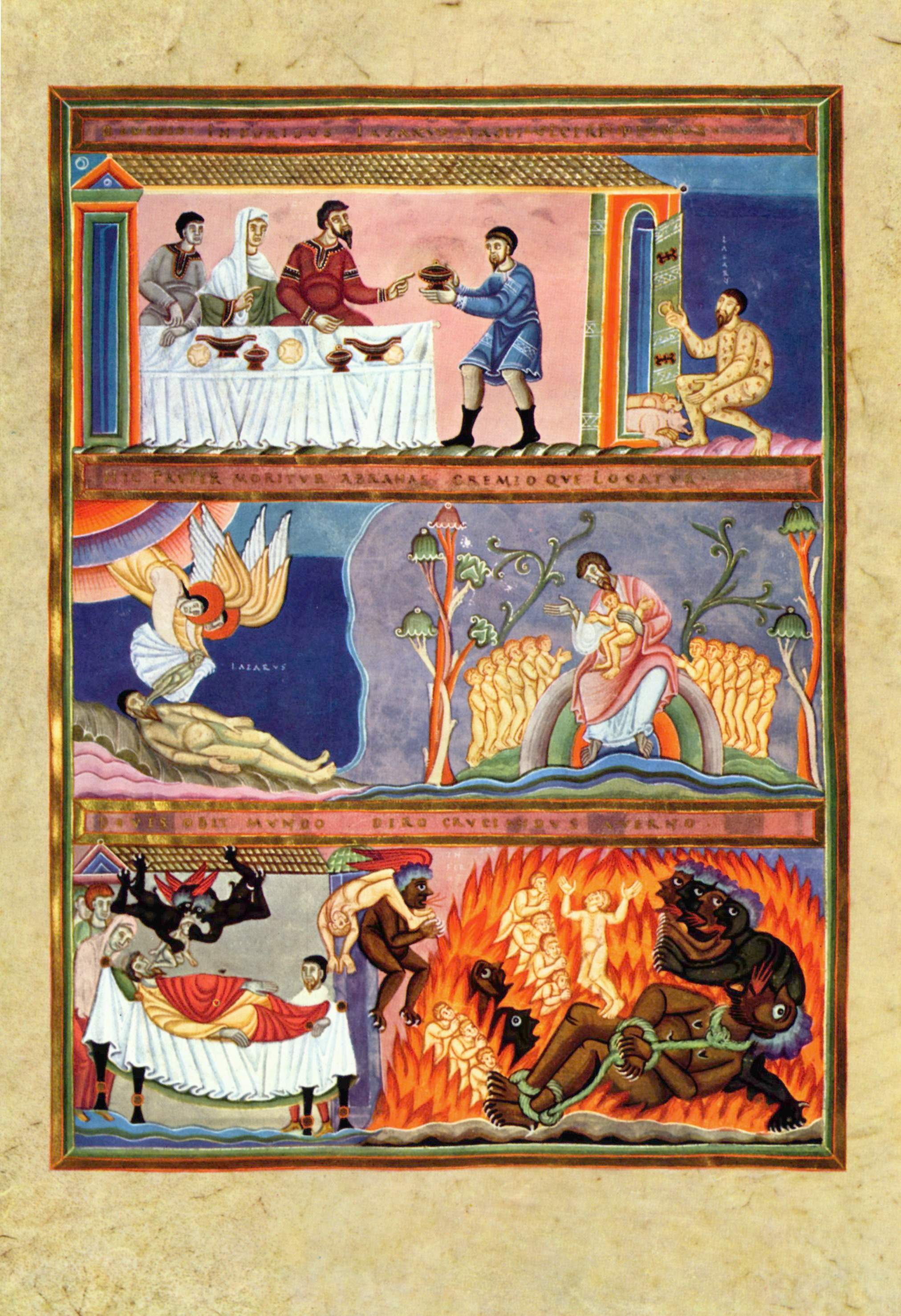
Притча о богаче и Лазаре

Число притч Иисуса Христа затруднительно для подсчёта, так как иногда к ним относят и краткие изречения в форме метафор (например, «Вы — соль земли» (Мф. 5:13)). Притч, представляющих собой законченные новеллы, насчитывают более тридцати. Большая их часть содержится в синоптических Евангелиях. В Евангелии от Иоанна притчи Христа носят в большинстве своём характер развёрнутых метафор.
| Притча                                              | Евангелие                                                   |
| --------------------------------------------------- | ----------------------------------------------------------- |
| О сеятеле                                           | Мф. 13:3—23; Мк. 4:3—8, Мк. 4:14—20; Лк. 8:5-8, Лк. 8:11—15 |
| О добром семени и о плевелах                        | Мф. 13:24—30, Мф. 13:36—43                                  |
| О зерне горчичном                                   | Мф. 13:31—32; Мк. 4:30—32; Лк. 13:18-19                     |
| О закваске                                          | Мф. 13:33, Лк. 13:20—21                                     |
| О сокровище, скрытом на поле                        | Мф. 13:44                                                   |
| О купце, ищущем хорошего жемчуга                    | Мф. 13:45—46                                                |
| О неводе, закинутом в море                          | Мф. 13:47—50                                                |
| О немилосердном должнике                            | Мф. 18:23—35                                                |
| О работниках в винограднике                         | Мф. 20:1—16                                                 |
| О двух сыновьях                                     | Мф. 21:28—31                                                |
| О злых виноградарях                                 | Мф. 21:33—41; Мк. 12:1—9; Лк. 20:9—16                       |
| О благоразумном рабе                                | Мф. 24:42-51; Мф. 24:45—51; Мк. 13:33-37; Лк. 12:35-48      |
| О десяти девах                                      | Мф. 25:1—13                                                 |
| О талантах                                          | Мф. 25:14—30; Лк. 19:11—28                                  |
| О семени, возрастающем в земле неприметным образом  | Мк. 4:26—29                                                 |
| О двух должниках                                    | Лк. 7:41—43                                                 |
| О добром самарянине                                 | Лк. 10:25—37                                                |
| О человеке, просящем хлеба в полночь у своего друга | Лк. 11:5—8                                                  |
| О неразумном богаче                                 | Лк. 12:16—21                                                |
| О неплодной смоковнице в винограднике               | Лк. 13:6—9                                                  |
| О тесных вратах                                     | Лк. 13:24—29                                                |
| О брачном пире                                      | Мф. 22:1—14; Лк. 14:16—24                                   |
| О заблудившейся овце                                | Мф. 18:12—14; Лк. 15:3—7                                    |
| О потерянной драхме                                 | Лк. 15:8—10                                                 |
| О блудном сыне                                      | Лк. 15:11—32                                                |
| О неверном домоправителе                            | Лк. 16:1—9                                                  |
| О богаче и Лазаре                                   | Лк. 16:19—31                                                |
| О работнике, пришедшем с поля                       | Лк. 17:7—10                                                 |
| О неправедном судии                                 | Лк. 18:1—8                                                  |
| О фарисее и мытаре                                  | Лк. 18:9—14                                                 |
| О смоковнице и деревьях                             | Мф. 24:32—35; Мк. 13:28—31; Лк. 21:29—31                    |
| О добром пастыре и наёмнике                         | Ин. 10:1—16                                                 |

В Евангелиях встречаются также краткие высказывания Иисуса, изложенные языком притч. К ним относятся рассказы:
- о человеке благоразумном, построившем свой дом на камне, и о безрассудном, воздвигшем свой дом на песке (Мф. 7:24—27; Лк. 6:47—49),
- о ветхой одежде и о ветхих мехах (Мф. 9:16—17; Лк. 5:36—39),
- о женихе и сынах брака (Мф. 9:15, Мк. 2:20, Лк. 5:35)
- о двух слепцах (Лк. 6:39—40); Иисус произнёс подобное высказывание также в отношении книжников и фарисеев (Мф. 15:14),
- о доме сильного (Мф. 12:29, Мк. 3:27 Лк. 11:21),
- об овце, упавшей в яму (Мф. 12:11—12),
- о хозяине дома и воре (Мф. 24:43),
- о детях на улице (Лк. 7:32),
- о разделившемся царстве и доме (Мф. 12:25),
- о малых птицах (Мф. 10:29—31).